# San José de Feliciano
San José de Feliciano è una città dell'Argentina, situata nella provincia di Entre Ríos.